# Jetpack (Firefox-Projekt)
Jetpack ist ein Projekt, das Werkzeuge und Frameworks entwickelt, welche die Entwicklung von Firefox-Erweiterungen vereinfachen sollen. Das Projekt hat ein Add-on für Firefox, eine Sammlung an Programmierschnittstellen, eine Laufzeitumgebung und ein Kommandozeilenwerkzeug herausgebracht, mit dessen Hilfe Add-ons erstellt und ausgeführt werden können, darüber hinaus noch den so genannten Add-on Builder, eine webbasierte Integrierte Entwicklungsumgebung, welche das SDK verwendet.
Mit dem SDK entwickelte Add-ons werden in HTML, CSS und JavaScript unter Verwendung der CommonJS-Konventionen geschrieben. Es ist nicht erforderlich, dass der Benutzer Firefox neu startet, wenn die Add-ons installiert oder deinstalliert werden. Die SDK-APIs sind hochsprachig, aufgabenorientiert und so entworfen, dass sie unabhängig von Änderungen zwischen Firefox-Versionen funktionieren.
Das Projekt hatte zuvor ein Werkzeug, genannt Jetpack-Prototyp, herausgebracht, welches nun außer Dienst gestellt wurde. APIs welche vom Jetpack-Prototypen bereitgestellt wurden, sind mit dem Add-on-SDK nicht kompatibel.